# Niñas mal (película)
Niñas mal es una película de comedia mexicana producida por Columbia Pictures de México y dirigida por Fernando Sariñana.
Fue estrenada el 9 de marzo de 2007.
Está protagonizada por las actrices: Martha Higareda, Camila Sodi, Ximena Sariñana, María Aura y Alejandra Adame.

## Argumento
La historia trata sobre Adela Léon, una adolescente rebelde que sueña con ser actriz. Su padre planea lanzarse como gobernador de la Ciudad de México, por lo cual planea enfrentarse a toda costa. Debido a la mala conducta de su hija, Adela es inscrita en la Academia de Maca Rivera, una academia de señoritas, con la esperanza de que cambie su comportamiento y no entorpezca la candidatura de su padre al Gobierno, puesto que su actitud hace que el señor VanDerLinde no quiera conceder el apoyo económico que debe prestar a la campaña de su padre. Adela prepara una cena, pero se da cuenta de que Mera y Monseñor están hablando de que su papá ofrece una gran cantidad de dinero para que no la expulsen de la academia. Al escucharlo hace un gran drama en la cena, y aunque después se da cuenta de que Maca no había aceptado ese dinero ya es demasiado tarde. En la academia Adela conoce a sus compañeras de curso: Pía es una chica genio de la economía que observa el mundo a través de sus adorados libros; Valentina, una chica lesbiana que gusta de componer canciones; Maribel es torpe con su cuerpo y está llena de curiosidad sobre el sexo opuesto; mientras que Heidi, que ha decidido que el matrimonio es su meta final en la vida, consigue casarse con la ayuda de sus compañeras de la academia.

## Elenco
- Martha Higareda - Adela León
- Camila Sodi - Pía
- Ximena Sariñana - Valentina
- María Aura - Maribel
- Alejandra Adame - Heidi
- Blanca Guerra - Maca Rivera
- Zaide Silvia Gutiérrez - Fina
- Rafael Sánchez-Navarro - Martín León
- Salvador Sánchez - El Monseñor
- Roberto D'Amico - Enrique Van der Linde
- Daniel Berlanga - Emiliano
- Mario Pérez De Alba - Julio Mera
- Víctor González - Kike Van der Linder

## Banda sonora
- Como soy (Ximena Sariñana)
- Chale (María Barracuda)
- Las Horas (Masappan)
- Media Luna (Los Amigos Invisibles)
- Mi Otra Vida (María Barracuda)
- Niñas Bien Niñas Mal (Pambo)
- Niñas Mal (Nikki Clan)
- Plenty Papaya (Playmovil Project)
- Sirena (Sin Bandera)
- Solamente te lo doy a ti (Natalia Lafourcade)
- Star Eyes Bonita (Cocky Brain Fuzz)
- Uh Uh Uh (Landa)
- Vuela (Bonus)